# 185538 Fangcheng
185538 Fangcheng è un asteroide della fascia principale. Scoperto nel 2007, presenta un'orbita caratterizzata da un semiasse maggiore pari a 2,6616873 UA e da un'eccentricità di 0,1449664, inclinata di 6,95953° rispetto all'eclittica.